# Ruta 703 (Costa Rica)
La Ruta 703, oficialmente Ruta Nacional Terciaria 703, es una ruta nacional de Costa Rica ubicada en la provincia de Alajuela.

## Descripción
En la provincia de Alajuela, la ruta atraviesa el cantón de San Ramón (los distritos de San Ramón, San Juan, San Rafael, Volio), el cantón de Naranjo (los distritos de San José, Cirrí Sur).